# E1
Е1 — це європейська версія цифрової лінії зв'язку з часовим розділенням каналів. На відміну від американської T1 (24 канали по 64 кбіт/сек) — E1 має 32 канали кожен по 64 кбіт/сек, з яких 30 B-каналів використовуються для голосу або даних і 2 канали для сигналізації (30B+D+H). Загальна пропускна спроможність 2,048 Мбіт/сек в повно-дуплексному режимі.

## Формат кадрів E1
Передані по лінії E1 дані організовані в кадри (англ. frame).

Кожен кадр E1 містить 256 біт, розділених на 32 часових інтервали (тайм-слоти) по вісім біт в кожному і містять дані, що передаються. Швидкість передачі становить 8 000 кадрів в секунду і, отже, для кожного каналу даних (тайм-слота) забезпечується смуга 64 кбіт/с. Число доступних користувачеві тайм-слотів становить від 0 до 31, в залежності від сигналізації, найчастіше 30 (часовий інтервал 0 зарезервований для службової інформації, часовий інтервал 16 рекомендований, але не обов'язковий для службової інформації). Відповідно для передачі даних, голосу, можуть використовуватися слоти з 1 по 31.

## Передача допоміжної інформації (housekeeping)
У кожному кадрі без FAS (непарні кадри) нульовий тайм-слот містить допоміжну інформацію, що включає:
- Біт 1 називається international (I) і служить головним чином для виявлення помилок з використанням функції CRC-4.
- Біт 2 завжди має значення 1 - цей факт використовується алгоритмами вирівнювання кадрів.
- Біт 3 використовується для індикації віддаленої тривоги (remote alarm indication або RAI) і повідомляє устаткуванню на іншому кінці каналу, що в локальному обладнанні втрачено вирівнювання кадрів або відсутній вхідний сигнал.
- Решта бітів, що позначаються Sa4 - Sa8, призначені для використання в окремих країнах. Ці біти доступні для користувачів на основі угоди про значення бітів. Устаткування з агентами SNMP може використовувати біти Sa4-Sa8 для управління в межах основної смуги (in-band). Загальна смуга, що виділяється для цих бітів (включаючи Sa4), становить 4 кбіт / с.

## Мультикадри
Для розширення обсягу корисної інформації без розширення смуги кадри організовуються в більш великі структури, звані мультикадрами (multiframes).

У загальному випадку використовуються мультикадри двох типів:
- 256N містить 2 кадри (один парний і один непарний). Мультикадри 256N використовуються в основному там, де користувачам доступний тайм-слот 16. У цьому режимі максимальне число тимчасових інтервалів для передачі корисної інформації становить 31 (максимальна корисна смуга - 1984 кбіт / с). Для систем, що використовують сигналізацію CCS (загальна сигналізація або common-channel signaling), в тайм-слоті 16 часто передається інформація CCS.
- 256S містить 16 кадрів. Мультикадри 256S використовуються в основному там, де тайм-слот 16 служить для наскрізної передачі сигналів з використанням CAS (внутріканальная сигналізація або Channel Associated Signaling). CAS зазвичай використовується на з'єднаннях, які слугують для передачі голосових каналів. У цьому режимі максимальне число доступних тайм-слотів становить 30 (максимальна швидкість - 1920 кбіт / с).

Мультикадри 256S вимагають використання спеціальних послідовностей вирівнювання (Multiframe Alignment Sequence або MAS), переданих в тайм-слоті 16 , разом з бітом Y, який повідомляє про втрату вирівнювання мультикадрів. 

## E1 з використанням CRC-4
Коли режим CRC-4 включений, кадри довільним чином групуються по 16 (ці групи називаються мультикадрами CRC-4 і ніяк не пов'язані з 16-кадровими мультикадрами 256S, описаними вище). Мультикадр CRC-4 завжди починається з кадру, що містить сигнал вирівнювання кадрів (FAS). Структура мультикадра CRC-4 ідентифікується шестибітовим сигналом вирівнювання мультикадра CRC-4 (multiframe alignment signal), який мультиплексується в біт 1 нульового тайм-слота кожного непарного (1, 3, 5 і т. д.) кадру в мультикадрі (до 11 кадрів мультикадра CRC-4). Кожен мультикадр CRC-4 ділиться на дві частини (submultiframe) по вісім кадрів (2048 бітів) в кожній.
Детектування помилок здійснюється за рахунок обчислення чотирьохбітової контрольної суми кожного блоку в 2048 бітів (submultiframe). Чотири біта контрольної суми даної частини мультикадра побітно мультиплексуються в біт 1 нульового тайм-слота кожного парного кадру наступної частини (submultiframe).
На приймальній стороні контрольна сума розраховується заново для кожної частини мультикадра і отримане значення порівнюється з переданою контрольною сумою (вона міститься в наступній частині мультикадра). Результат передається в двох бітах, які мультіплексуються в біт 1 нульового тайм-слота кадрів 13 і 15 мультикадра CRC-4. Число помилок підсумовується і використовується для підготовки статистики передачі.

## Сигнал лінії E1 (CEPT)
Базовий сигнал лінії E1 кодується з використанням модуляції HDB3 (High-Density Bipolar order 3 encoding). Формат модуляції HDB3 є розвитком методу AMI (Alternate Mark Inversion або почергове інвертування).
У форматі AMI «одиниці» передаються як позитивні або негативні імпульси, а «нулі» - як нульова напруга. Формат AMI не може передавати довгі послідовності нулів, оскільки такі послідовності не дозволяють передати сигнали синхронізації.
Правила модуляції HDB3 знімають обмеження на довжину максимальної послідовності нулів (протяжність трьох імпульсів). У більш довгі послідовності на передавальній стороні вставляються ненульові імпульси. Щоб забезпечити на приймальній стороні детектування та видалення зайвих імпульсів для відновлення вихідного сигналу використовуються спеціальні порушення біполярності (bipolar violations) в послідовності даних. Приймальна сторона визначає такі порушення і сприймає їх як частину рядка «нулів», видаляючи зайве з сигналу.
Порушення біполярності, які не є частиною рядка придушення нулів HDB3, розглядаються як помилки в лінії і вважаються окремо для отримання інформації про якість зв'язку в тих випадках, коли функція CRC-4 не використовується.

## Дивись також
- ISDN
- PRI
- BRI